# Enrique López López
Enrique López López (Cacabelos, León, 18 de mayo de 1963) es un juez español,  magistrado del Tribunal Constitucional (2013-2014) y de la Audiencia Nacional. Ejerce de consejero de Presidencia, Justicia e Interior del Gobierno de la Comunidad de Madrid desde 2021.

## Biografía

### Trayectoria profesional
Licenciado en Derecho por la Universidad de Oviedo, pertenece a la Carrera Judicial desde 1989, cuando obtuvo el título de juez. Se convirtió en magistrado al año siguiente especializándose en los órdenes jurisdiccionales civil y penal. Sacó la oposición de juez en dos años, convirtiéndose en uno de los magistrados más jóvenes del país. Estuvo destinado en los Juzgados de Primera Instancia e Instrucción de Arzúa (La Coruña), Valladolid y León, entre 1991 y 1998. A continuación se trasladó al Consejo General del Poder Judicial (CGPJ), donde trabajó hasta 2001 como jefe de Sección del Servicio de Formación Continua de la Escuela Judicial. A continuación fue nombrado vocal del Consejo y posteriormente portavoz. Como portavoz del CGPJ impulsó la creación de los gabinetes de prensa en todos los tribunales superiores de justicia y en la Audiencia Nacional, desarrolló un activa política de Comunicación en al ámbito de la Justicia, y promovíó la aprobación de un protocolo de comunicación dirigido a todos los jueces de España. En el CGPJ, López fue el inspirador y creador del Observatorio de Violencia de Género de este órgano, convirtiéndose en su primer presidente. 
Fue profesor en el área de Derecho Procesal en la Universidad de Valladolid, profesor asociado del área de Derecho Penal de la Universidad de León y profesor de Derecho Penal en la Universidad Europea de Madrid. Desde junio de 2005 hasta junio de 2013 ocupó el puesto de magistrado de la Sala de lo Penal de la Audiencia Nacional. Es autor de varias obras y artículos jurídicos editados en diferentes publicaciones.
Participó durante años en diversos medios de comunicación y escribió una columna semanal en el diario La Razón. Además, fue patrono de la Fundación Wolters Kluwer.
Fue designado magistrado del Tribunal Constitucional (TC) en el año 2013, cargo que asumió el 13 de junio. López fue interceptado por la Policía Nacional mientras conducía su moto sin casco el domingo 1 de junio de 2014 a las 7.30 de la mañana. Poco después, en un control de alcoholemia realizado por la Policía Municipal, el magistrado dio positivo en la primera prueba con 1,10 miligramos de alcohol por litro de aire espirado y en la segunda bajó a uno, pese a que el límite legal está fijado en 0,25 mg/l. El propio López reconoció posteriormente que se había saltado un semáforo en rojo. Tras reconocer los hechos y ser multado, el magistrado se fue con cargos aunque en ningún momento fue detenido. Como consecuencia, el 2 de junio presentó su dimisión al presidente del Tribunal Constitucional.
Volvió a la Audiencia Nacional, donde el reparto le atribuyó juzgar el caso Gürtel y rechazó inhibirse a pesar de sus estrecha vinculación con el Partido Popular, el cual figuraba entre los acusados. Finalmente, el 30 de octubre de 2015 la Audiencia Nacional decidió apartar a Enrique López y a su compañera magistrada Concepción Espejel con el argumento, presentado por las fiscales del caso Gürtel, de que ambos habían conseguido cargos gracias al apoyo del Partido Popular. En el caso de Enrique López, cuatro de los acusados habían votado a favor de su candidatura al Tribunal Constitucional.

#### Caso Valtònyc
El rapero Josep Miquel Arenas, conocido como Valtònyc, fue detenido el 23 de agosto de 2012 por la Policía Nacional. Se lo acusaba de enaltecimiento del terrorismo, apología al odio ideológico, incitación a la violencia e injurias a la Corona en la letra de sus canciones. El 22 de febrero de 2017, el tribunal de la Audiencia Nacional, formado por Concepción Espejel (presidenta y ponente), Enrique López y Juan Pablo González, lo condenó a 3 años y medio de cárcel. El Tribunal Supremo ratificó la sentencia el 20 de febrero de 2018.

### Consejero de Interior, Justicia y Víctimas del Terrorismo
El 20 de agosto de 2019 fue nombrado consejero de Interior, Justicia y Víctimas del Terrorismo del Gobierno de la Comunidad de Madrid. De esta forma sucedió en el cargo a Pedro Rollán (como consejero de Presidencia con las competencias de Interior) y a Yolanda Ibarrola (como consejero de Justicia). En enero de 2020, el presidente del PP Pablo Casado le asignó la responsabilidad de Justicia en la ejecutiva del PP, relevando así a Rafael Catalá.
Entre otras, tuvo competencias en la gestión del personal funcionario y laboral al servicio de la administración de justicia, la participación en la fijación de la demarcación y planta judicial, así como en la fijación de las demarcaciones correspondientes en las notarías, registros de la propiedad y mercantiles radicados en el territorio de la Comunidad de Madrid. De de su departamento dependía también la tramitación del nombramiento de los notarios y registradores de la propiedad y mercantiles del territorio de la Comunidad de Madrid así como las competencias en materia de Colegios Profesionales. López gestionó también la conservación y el mantenimiento de los inmuebles e instalaciones al servicio de la administración de justicia, así como la planificación de nuevas construcciones, sin perjuicio de las funciones atribuidas a la Consejería con competencias en materia de gestión patrimonial. 
En el apartado de Interior, López gestionaba todas las materias relacionadas con la seguridad, la política interior y la protección civil. También coordinaba a los distintos cuerpos de policía local existentes en la Comunidad de Madrid y se ocupa de la prevención y extinción de incendios así como todo lo relacionado con espectáculos públicos y actividades recreativas. Asimismo, era la autoridad competente en la coordinación de emergencias y en la ordenación y control del juego en los términos previstos por las normas autonómicas. Por último, en el apartado de víctimas, es de su competencia la atención a las víctimas del terrorismo y en general, la atención a las víctimas del delito. 

#### Pandemia del coronavirus
A partir de estas competencias, y desde la declaración del estado de alarma por parte del Gobierno de España, el 14 de marzo de 2020, Enrique López coordinó, a través de la Agencia de Seguridad y Emergencias Madrid 112 (ASEM112) el dispositivo de seguridad y emergencias que moviliza y coordina el trabajo de cerca de 50.000 efectivos. Esa gestión, bajo el paraguas del Plan Territorial de Protección Civil (PLATERCAM), incluyó la puesta en marcha del Plan de Choque en residencias, que desde finales de marzo de 2020 y a través de la participación del Cuerpo de Bomberos de la Comunidad de Madrid, las agrupaciones de voluntarios de Protección Civil y la Unidad Militar de Emergencias (UME) permitió frenar la propagación del COVID19 en los centros sociosanitarios de la Comunidad de Madrid.  A través de ASEM112 Enrique López ha gestionado también la organización y coordinación para la realización de más de 600.000 test de antígenos en las Zonas Básicas de Salud definidas por la consejería de Sanidad para el control y prevención en la Comunidad de Madrid de la COVID19. 

#### Gestión medioambiental
En materia de extinción de incendios, el departamento de Enrique López puso en marcha en 2020 dos protocolos de actuación ante incendios con las Comunidades de Castilla y León y Castilla-La Mancha. Estos acuerdos incluyeron Zonas de Actuación Conjunta ante Incendios Forestales (ZACIF) de cinco kilómetros de terreno forestal a ambos lados de la línea divisoria. Estos protocolos fijaron como prioridad en la actuación ante incendios forestales la activación del servicio de emergencias más cercano al siniestro, independientemente de que éste se produzca en una región u otra. En lo que respecta a emergencias climáticas, López coordinó la actuación de los servicios de seguridad y emergencias durante dos episodios de lluvias torrenciales acaecidos en agosto y septiembre de 2019 en una decena de municipios del sureste de la Comunidad de Madrid. El municipio más afectado fue Arganda del Rey. Asimismo, en enero de 2021, López estuvo al frente del dispositivo del Plan de Inclemencias Invernales que hizo frente a las consecuencias del temporal Filomena, que en 30 horas descargó 2.000 millones de metros cúbicos de nieve en toda la Comunidad. López, a través de ASEM112, coordinó las cerca de 7.000 intervenciones sobre el terreno realizadas por las administraciones nacional, regional y municipal.      

#### El juego
En materia de ordenación de la actividad del juego, el departamento que dirige Enrique López, en noviembre de 2019, decretó una moratoria en la concesión de autorizaciones de apertura de locales de apuesta, casinos y bingos. A partir de ese momento, el Gobierno regional puso en marcha la tramitación del Anteproyecto de Ley de modificación de la Ley del Juego y la elaboración de un Decreto de Planificación. Ambas normas pretenden mejorar la regulación de esta actividad, partiendo de una prioridad: proteger a los menores, jóvenes y colectivos vulnerables. 

#### Justicia
En materia de Justicia, Enrique López concluyó en diciembre de 2020 la construcción y puesta en marcha del Instituto de Medicina Legal y Ciencias Forenses. Se trata de un edificio circular con una superficie útil de 8.752 metros cuadrados repartidos en 8 plantas, hasta 49 mesas de autopsia, diez laboratorios y una sala de bioseguridad BSL-3 para la realización de autopsias a víctimas del COVID19 y enfermedades infecciosas. Bajo su mandato, se ha impulsado también el Plan 21x21 de modernización de las sedes de los 21 partidos judiciales de la Comunidad, con un presupuesto de 100 millones en cuatro años. El objetivo de este plan es modernizar las sedes judiciales de la región, mejorar el servicio que se presta a los ciudadanos y potenciar la concentración de sedes. Enrique López se ha comprometido también a impulsar el proyecto de Nueva Ciudad de la Justicia del Partido Judicial de Madrid, un proyecto con el que el Ejecutivo regional tiene intención de concentrar en el barrio de Valdebebas el conjunto de la actividad judicial de la capital. Este proyecto, frenado durante el 2022, se relanzó en enero de 2023 para dotar a la capital de una Ciudad de la Justicia.

#### Víctimas
Respecto a las víctimas, el departamento que dirige Enrique López se ha centrado en la defensa de los derechos de las víctimas del delito, y en particular de las víctimas del terrorismo. De su departamento depende la gestión realizada por el Comisionado del Gobierno para la Atención a las Víctimas del Terrorismo, que tiene entre sus objetivos la realización de acciones que promuevan la sensibilización de la sociedad para conseguir el apoyo a las víctimas de estos delitos y la repulsa hacia las actividades terroristas. Este Comisionado gestiona y tramita indemnizaciones por fallecimiento y lesiones físicas y psíquicas, así como ayudas por daños materiales, provocados por ataques terroristas. En 2020 la Comunidad de Madrid reconoció ayudas a este colectivo superiores a los 20 millones de euros, entre ayudas directas a víctimas y subvenciones a asociaciones, fundaciones o entidades sin ánimo de lucro que representen y defiendan los intereses de las víctimas del terrorismo, sus familias o personas con quienes convivan.
El 21 de junio de 2021 suma las competencias de Presidencia. 

#### Abandono del Partido Popular
El 8 de febrero de 2023 causa baja en la militancia en el Partido Popular, habida cuenta de la «enrarecida» relación que mantenía con la presidenta de la Comunidad, Isabel Díaz Ayuso, y valorando la posibilidad de que pasadas las elecciones de dicho año no continue en el cargo.